# Cal Batista
Cal Batista és un edifici de Guissona (Segarra) inclòs a l'Inventari del Patrimoni Arquitectònic de Catalunya.

## Descripció
Es tracta d'un edifici modernista de tres plantes amb golfa. Aquest ha estat construït amb pedra i presenta un arrebossat a les plantes superiors.
S'accedeix a l'immoble a través d'una porta rectangular amb els angles arrodonits i una àmplia motllura; al centre una mènsula amb la inicila "B" i la data "1914". Cal admirar el treball amb forja del reixat superior de la porta i les fulles de fusta d'aquesta.
Al primer i segon pis, un balcó amb baranes de forja,que presenten motius florals. Les obertures són rectangulars amb una motllura esgraonada que incorpora una mènsula central.
La golfa presenta dos ulls de bou amb motllura llisa. L'edifici es corona amb una cornisa senzilla.